# Badia Nuova
La Badia Nuova è una chiesa cattolica che si trova ad Alcamo, in provincia di Trapani.
Annesso alla chiesa si trova il monastero di san Francesco di Paola.

## Storia
La chiesa fu fondata nel 1531 da padre Filippo Scamacca, mentre il monastero di san Francesco di Paola, attiguo alla chiesa, fu costruito qualche decennio più tardi, fra il 1563 e il 1567. Nel 1699 venne demolito e ampliato con la costruzione di un nuovo edificio nella prima metà del secolo XVIII sotto la direzione dell'architetto trapanese Giovanni Biagio Amico nel 1724, con l'inserimento di alcuni giardini. Nel 1968 fu restaurato a causa del terremoto del Belice.
Il monastero fu soppresso nel 1866, riaperto e interamente ristrutturato nei decenni successivi.

## Descrizione
La chiesa, a navata unica e con la volta a botte e semplici pilastri, ha quattro altari laterali poco incassati ed è abbellita da una sobria decorazione in stucco.

### Monastero di san Francesco di Paola
Nel 1567 suor Margherita De Montesa, assieme a quattro consorelle, si trasferì qui dal monastero del Santissimo Salvatore e diventò la prima badessa. A seguito delle leggi del 1866, il monastero dovette lasciare l'ala occidentale prima a una scuola tecnica, poi ad una scuola di avviamento professionale e quindi ad una scuola elementare. Oggi questi locali sono utilizzati da alcune associazioni.
Le suore, fedeli al carisma "ora et labora",  vivono il loro impegno nella preghiera e nel lavoro: durante il giorno si dedicano ai lavori nell'orto e nelle "officine del monastero", tra cui:
- taglio e cucito
- lavori a maglia
- ricamo
- restauro di oggetti sacri
- preparazione dei rinomati dolci canditi con la zuccata e fichi in occasione delle feste
- realizzazione di piccole ghirlande con petali in amido smaltati[5]
- produzione del vino dai propri vigneti.

Molto tempo fa le monache assistevano alla Messa da dietro le grate poste in alto, ora tutte le mattine sono in chiesa per assistere alla santa Messa.
Le suore sono inoltre impegnate nella liturgia delle ore, dell'opus Dei e della Lectio Divina, a cui i fedeli possono partecipare su richiesta.

### Opere
All'interno sono conservate alcune tele e statue settecentesche:
- nel primo altare a sinistra: una tela raffigurante san Benedetto da Norcia, attribuita a Pietro Novelli. In alto è rappresentata la Santissima Trinità, più sotto gli Angeli e al centro in basso san Benedetto che distribuisce dei libri con le regole dell’Ordine Benedettino; l’uomo con il bastone raffigurato sulla sinistra è San Placido con accanto i cavalieri dell’Alcantara, mentre a destra ci sono le suore benedettine; sul margine sinistro in basso (in ginocchio e con un grande mantello) c’è un autoritratto di Pietro Novelli, con barba e baffi.[4]
- nella cappella del Crocifisso (nel secondo altare a sinistra): un crocifisso ligneo che è stato attribuito a fra Benedetto Valenza da Trapani 1700, ai piedi di esso troviamo due statue di Giacomo Serpotta: l‘Addolorata e San Giovanni.
- nel primo altare a destra: un quadro di San Francesco di Paola in estasi, dipinto da Andrea Carrera del 1652
- secondo altare a destra: Madonna degli Angeli di Giuseppe Sirena (1500), sotto cui si trova l'urna con il corpo di Santa Celestina
- sopra il portale a sinistra: San Gregorio Magno
- sopra il portale a destra: dipinto di santa Cunegonda.

Inoltre l'altare maggiore è abbellito da due paliotti ricamati con fili d'oro e d'argento dalle suore benedettine nel 1800.
Nel monastero sono inoltre presenti: una statua lignea del '600' che raffigura santa Marta, un dipinto raffigurante la Madonna dei Miracoli, Patrona della Città di Alcamo, di Giuseppe Renda e un tabernacolo in legno.

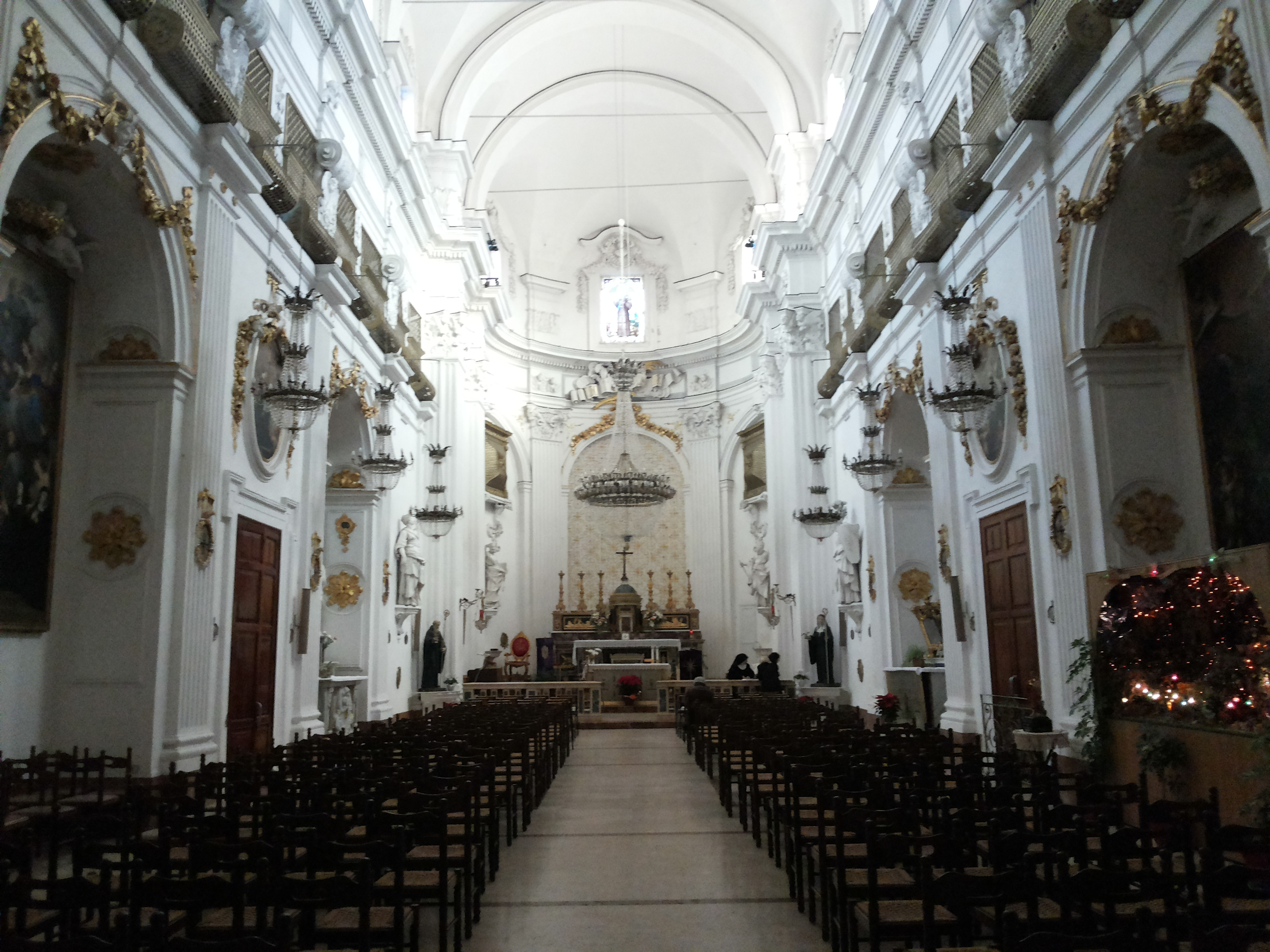
Interno della chiesa
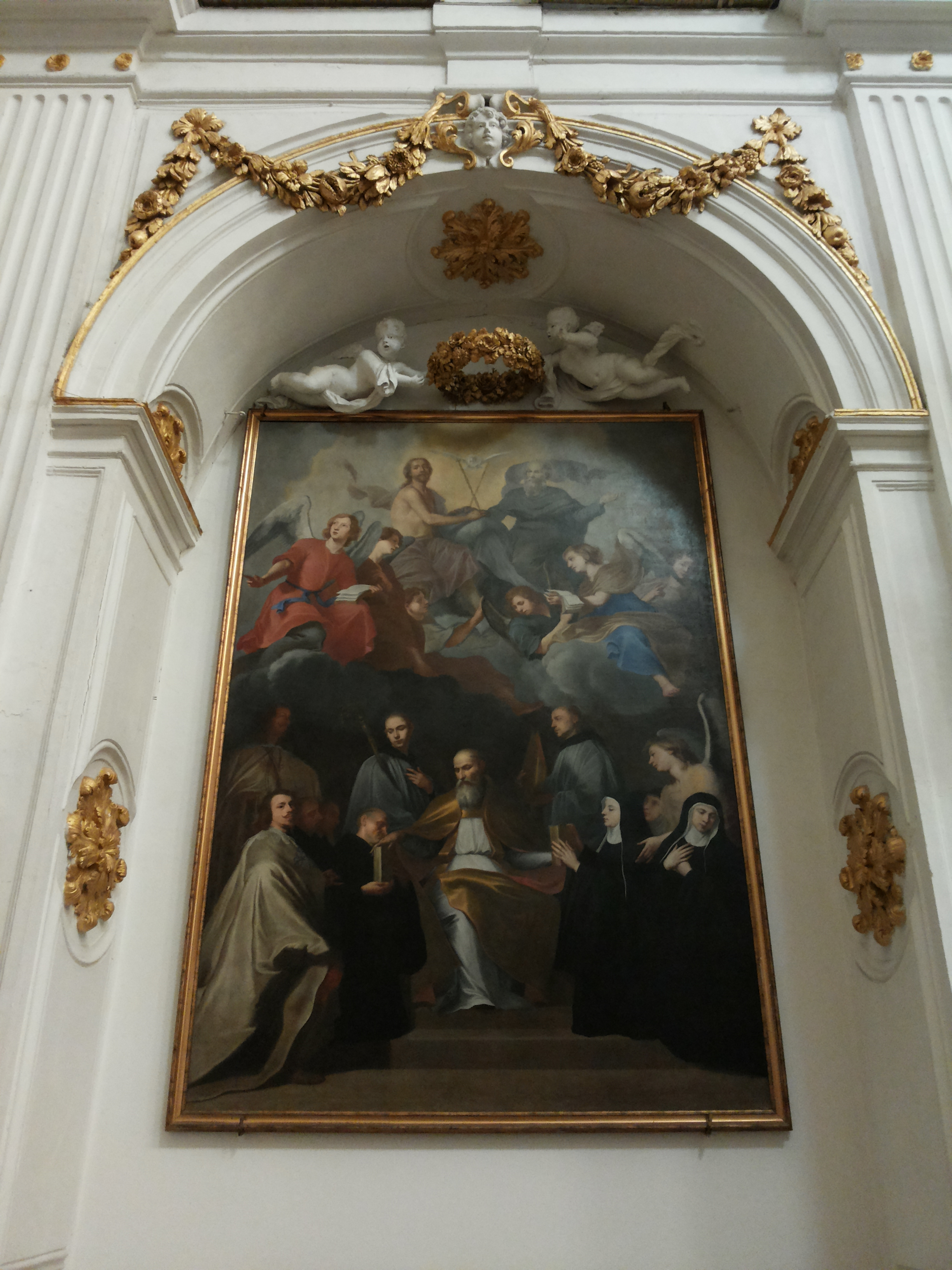
San Benedetto presenta la Regola dell'ordine
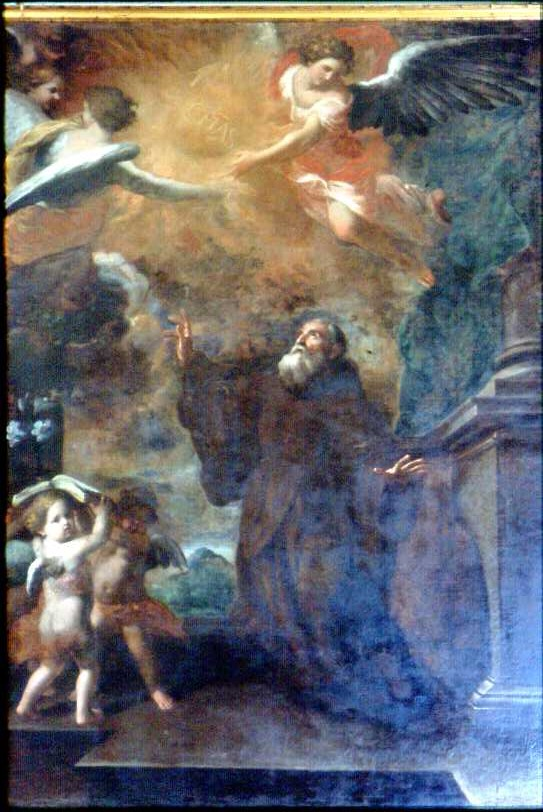
Tela di San Francesco di Paola
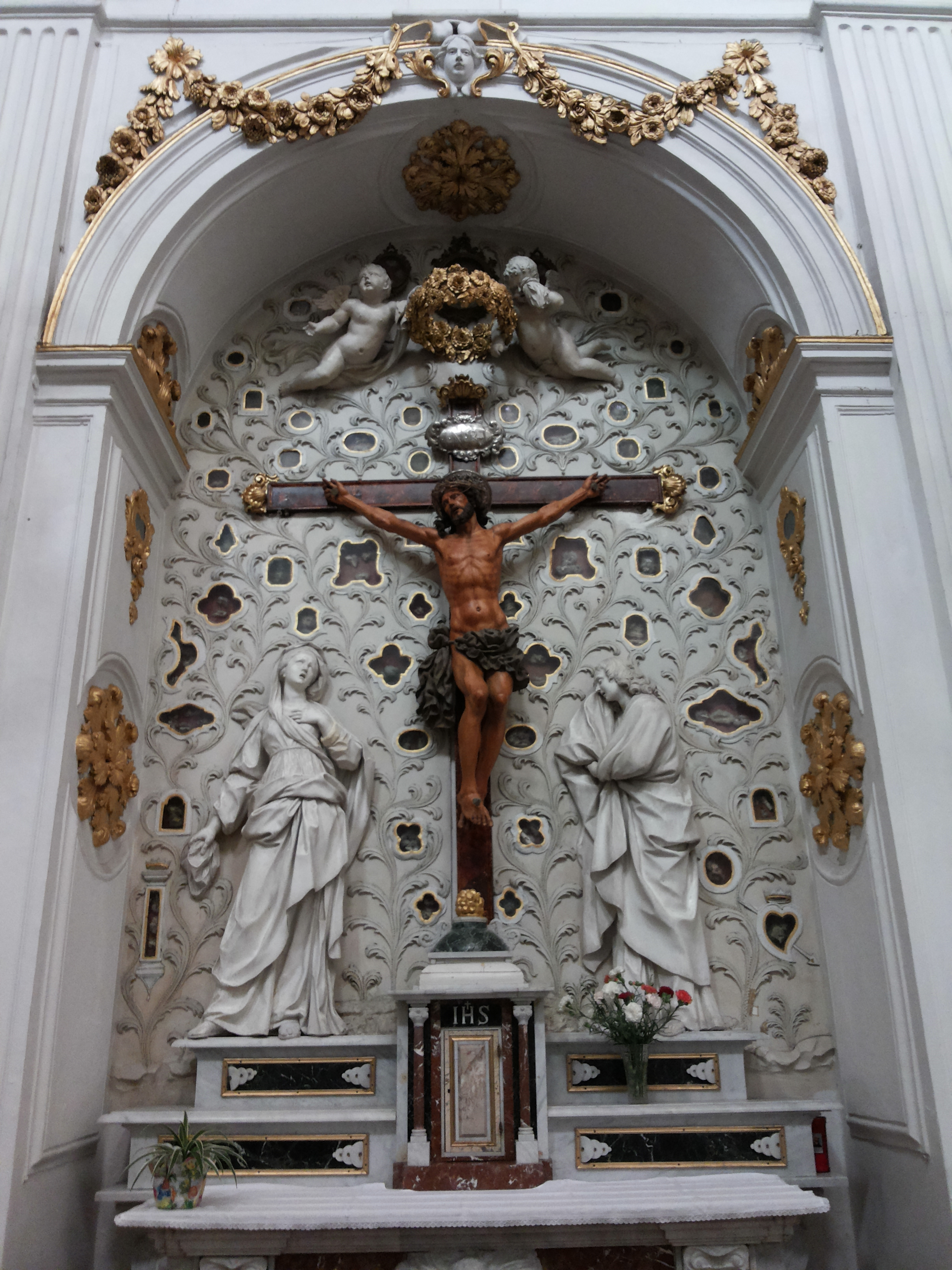
Crocifisso
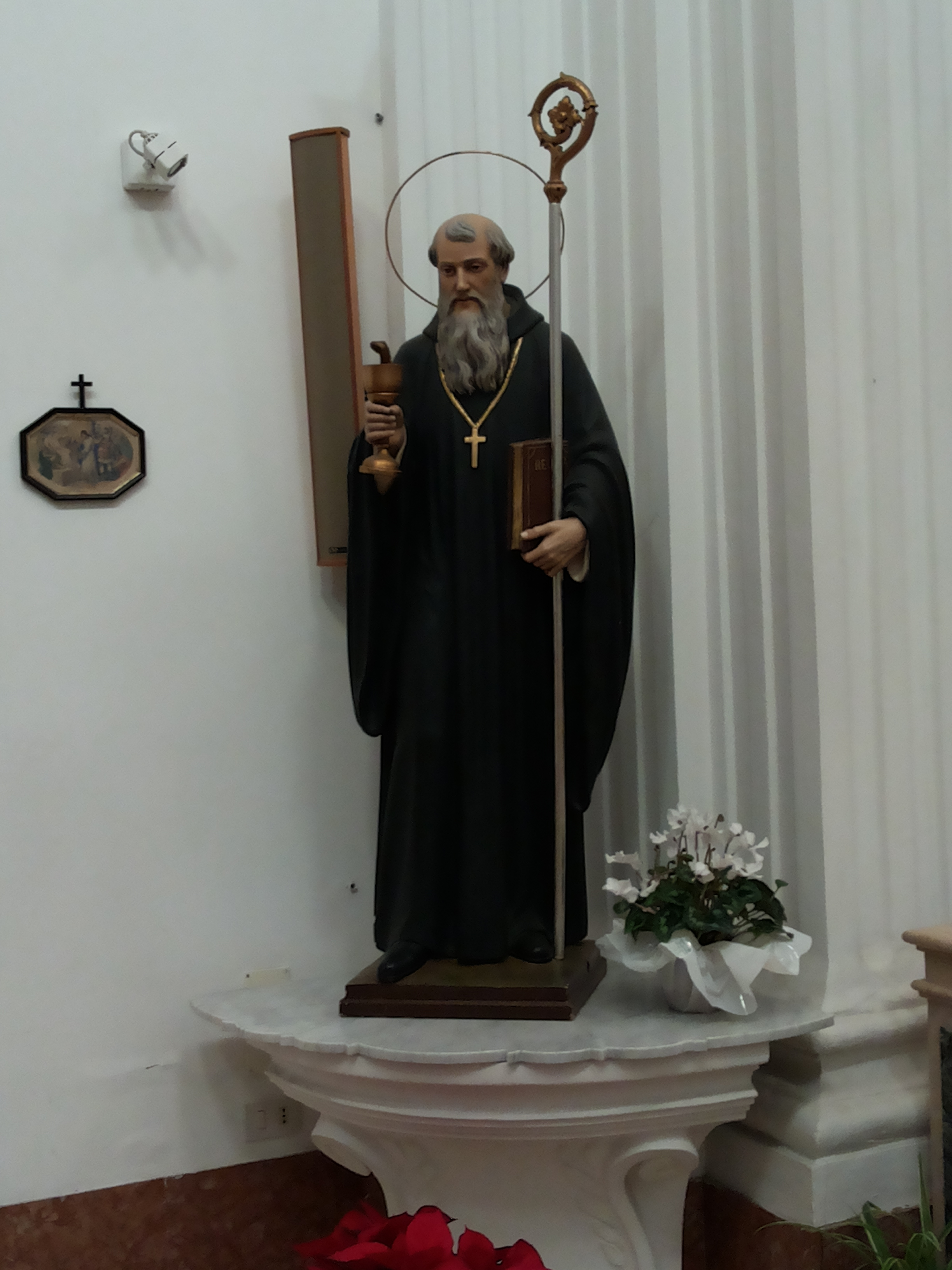
Statua di san Benedetto
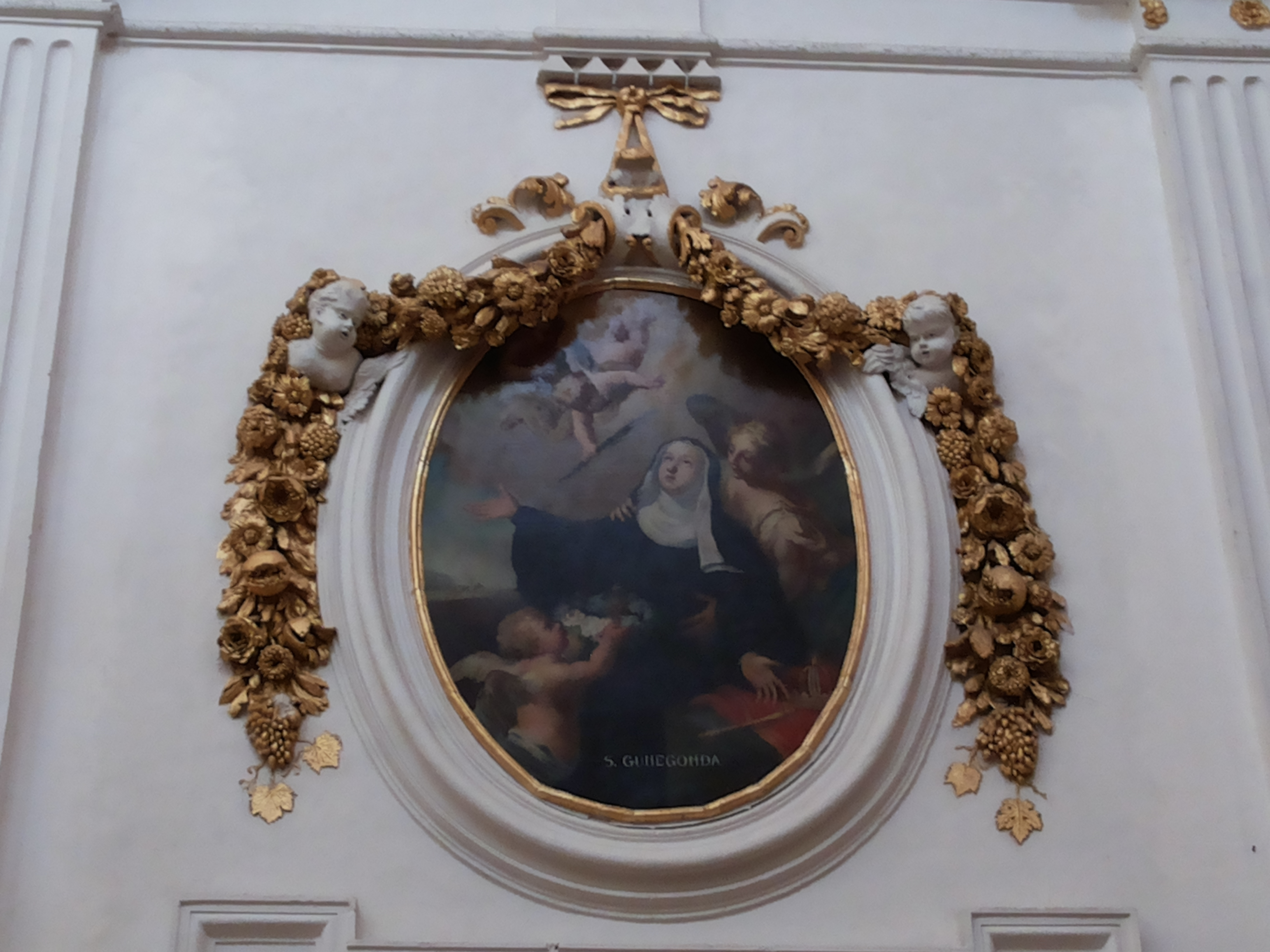
Dipinto di santa Cunegonda

### Statue del Serpotta
All’interno della chiesa sono presenti otto statue allegoriche realizzate in stucco nel 1724 da Giacomo Serpotta, nell'ultimo periodo della sua attività. Sei delle sculture sono posizionate lungo le pareti, poggiate su basamenti sporgenti a mezza altezza, mentre le altre due (l'Addolorata e la Maddalena) abbelliscono la cappella del Crocifisso e sono poste ai lati della croce.
Le statue del Serpotta nella chiesa sono:
- La Pace: rappresentata da un uomo avvolto in un vestito drappeggiato che si appoggia ad un bastone con la mano destra, mentre con la sinistra tiene un ramo di ulivo, simbolo di pace.
- La Fortezza: raffigurata da una donna con corazza, elmo e lancia e uno scudo tenuto dalla mano sinistra.
- La Mansuetudine: con un vestito ricco e il diadema sul capo, con la mano destra tiene un agnello, simbolo dell'innocenza.
- La Purità: raffigurata da una donna con un vestito riccamente drappeggiato e con sulla mano destra una colomba, simbolo del candore.
- San Pietro: raffigurato con la Sacra Bibbia e le chiavi nella mano sinistra; la destra in alto indica il cielo.
- San Paolo: rappresentato con la spada nella mano destra e la Sacra Bibbia nella mano sinistra. Nel significato della simbologia, la spada indica che per San Paolo la parola di Dio è viva, efficace e affilata più di qualunque arma da taglio.
- La Maddalena (nella cappella del Crocifisso, secondo altare a sinistra): avvolta in un ampio mantello; la sua mano destra è sollevata verso l’occhio destro nel gesto di asciugarsi le lacrime.
- L’Addolorata: con un mantello, del quale stringe un lembo con la mano destra; ha la mano sinistra stretta al petto, il capo leggermente chinato, gli occhi in lacrime e la bocca singhiozzante.

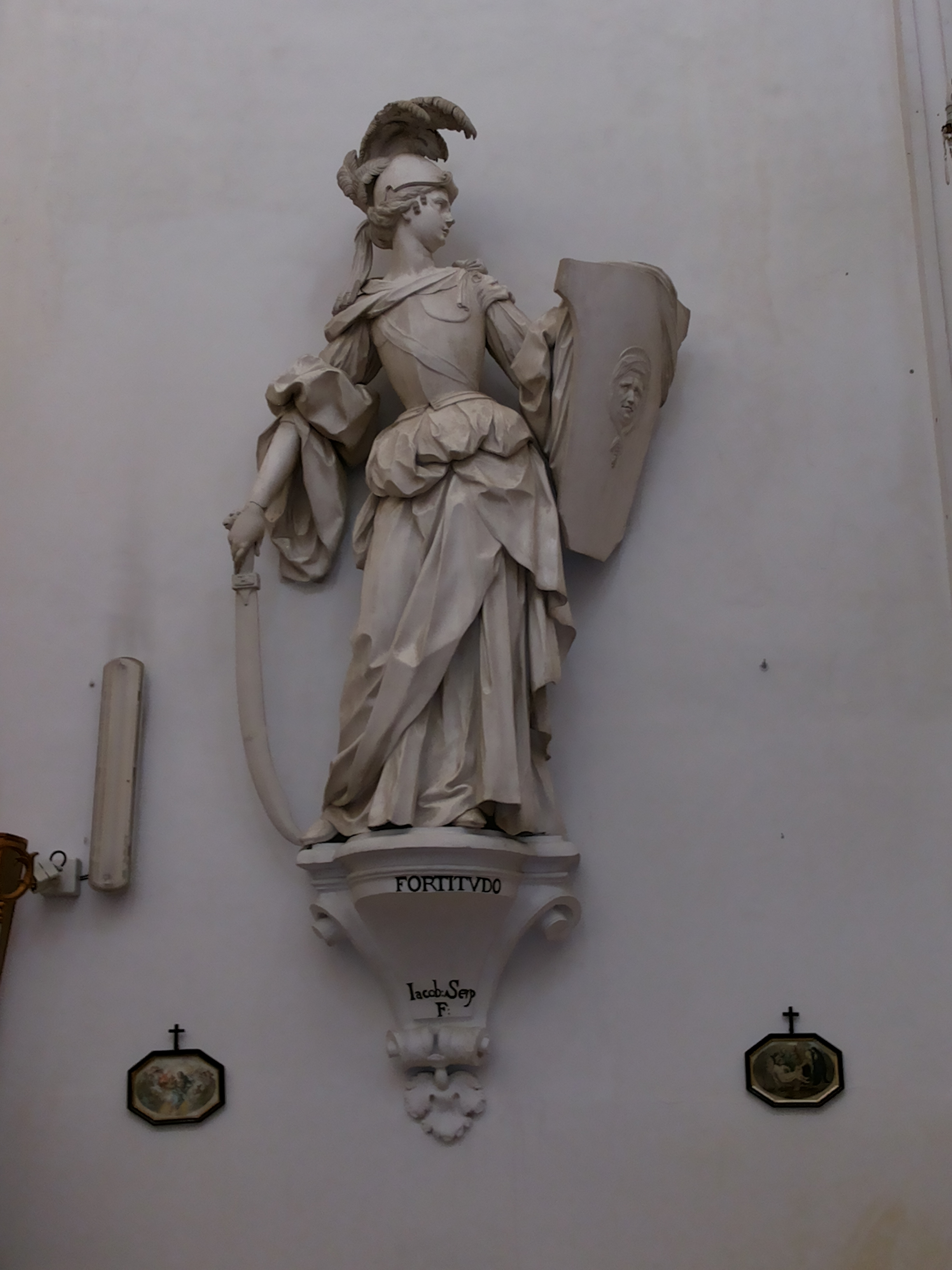
La Fortezza
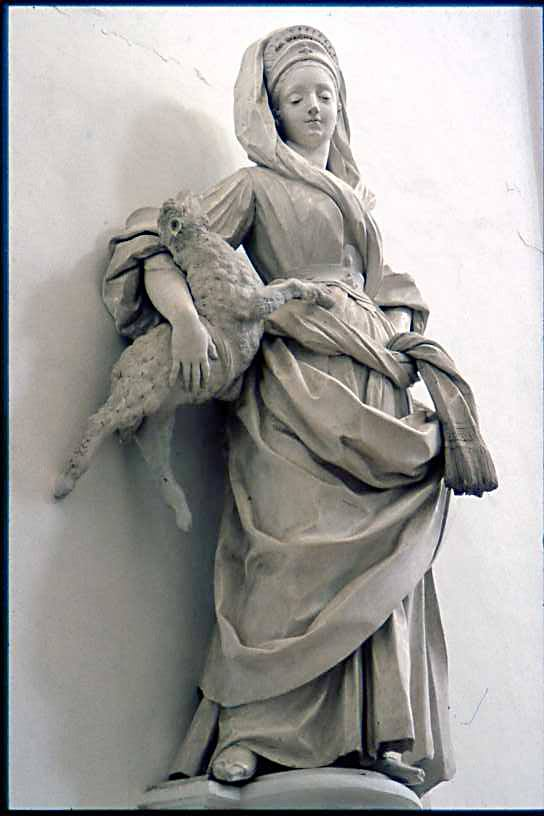
La Mansuetudine
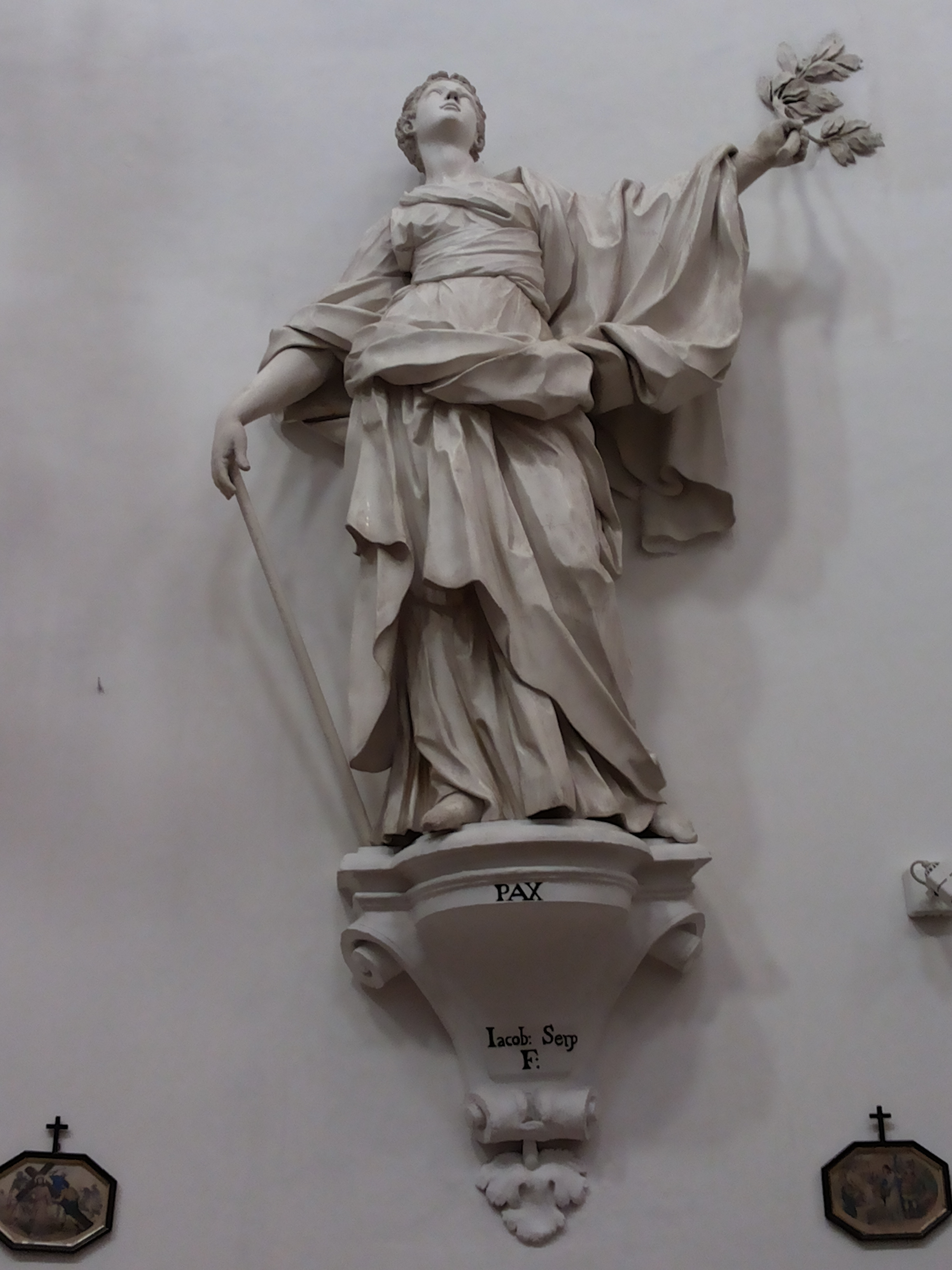
La Pace
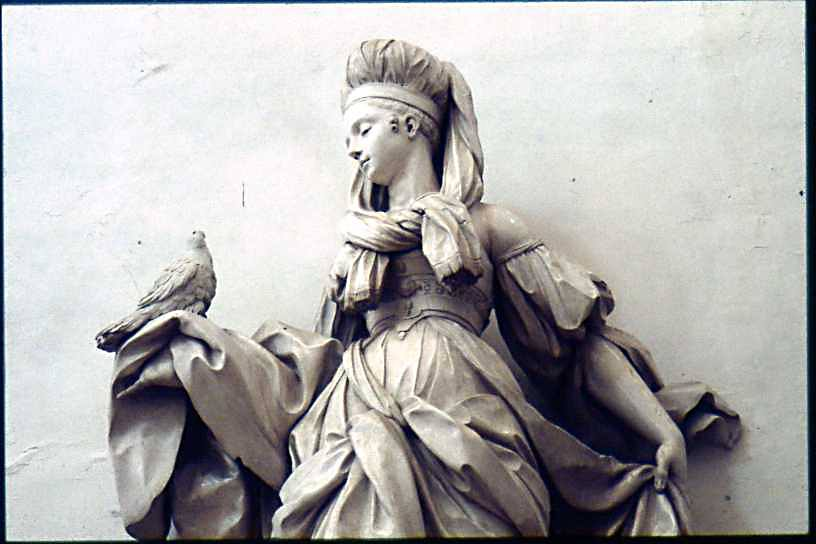
La Purezza
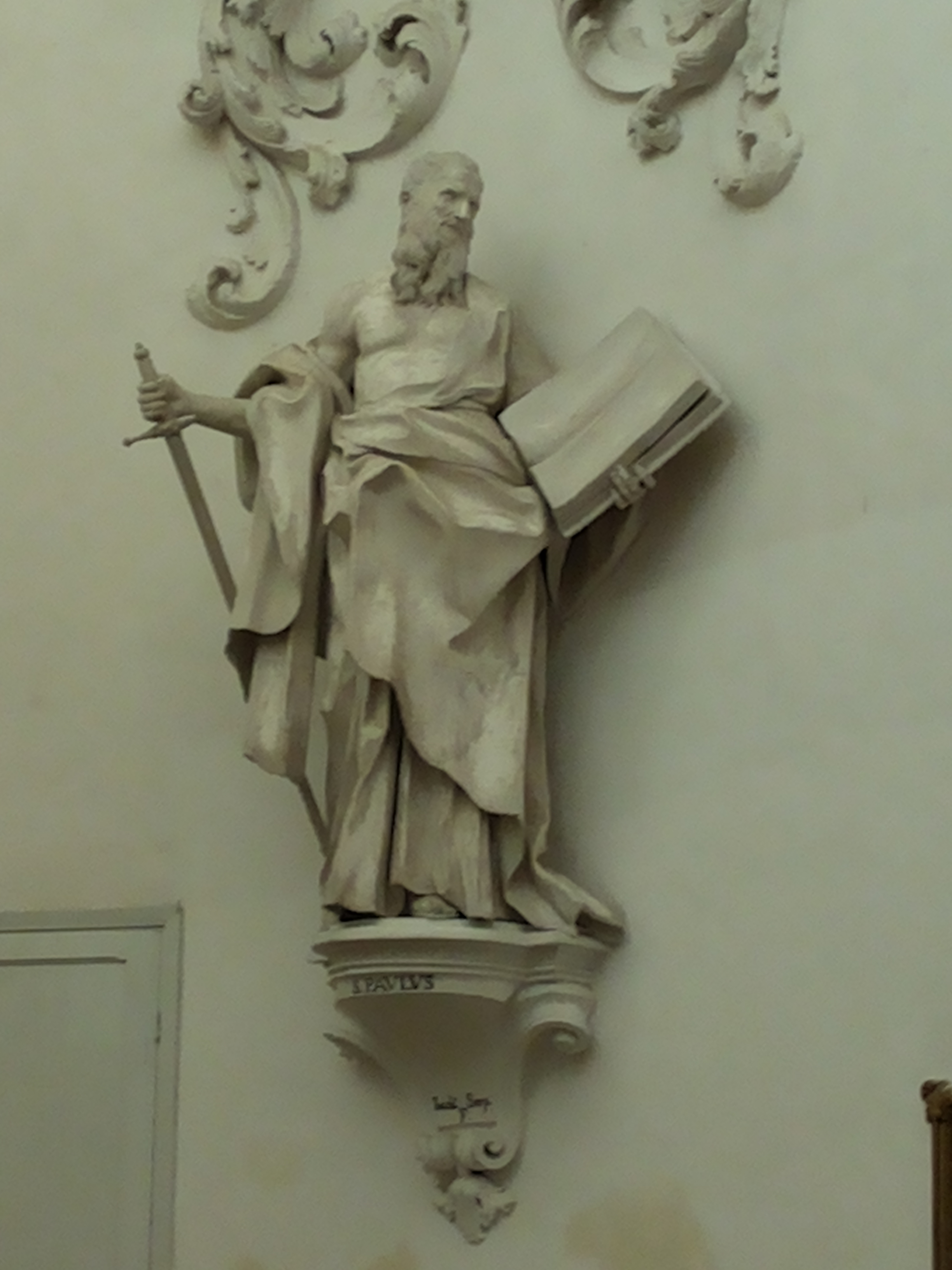
San Paolo
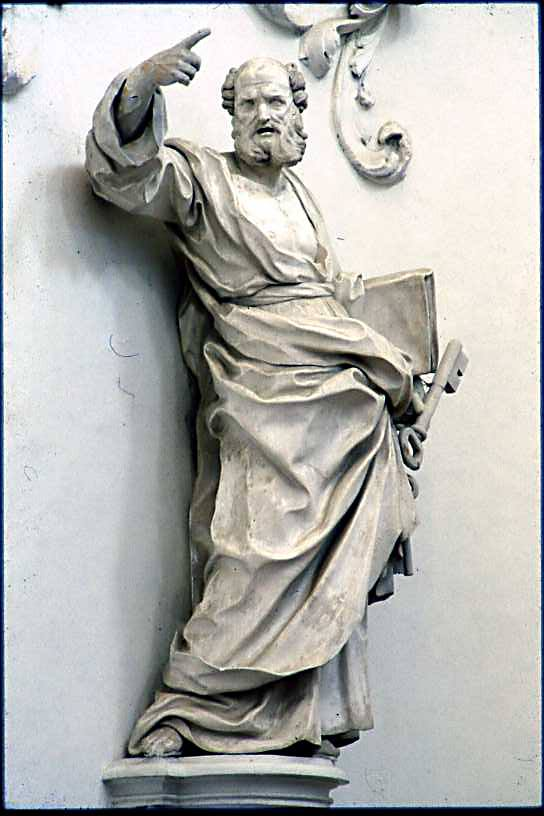
San Pietro

Questi stucchi presentano integra la patina che in molti altri è scomparsa, cioè quella "allustratura" che li fa sogmigliare ad alabastri.
L’architetto Ernesto Basile disse in proposito: “Giacomo Serpotta si elevò al di sopra della comune comprensione estetica del tempo, e con la spontanea, sicura, sapiente interpretazione della natura trasfuse in tutte le sue creazioni un che di profondamente umano; pertanto esse saranno ognora comprese, e il nome dell’artista vivrà nel tempo. Ecco perché fu definito il re dello stucco”.